# Classe mista
Classe mista è un film italiano del 1976 diretto da Mariano Laurenti.
Questo film ha un sequel intitolato La compagna di banco girato nel 1977 sempre dallo stesso regista.

## Trama
Trani. Tonino è uno studente di liceo, innamorato della nuova professoressa di lettere, la signora Moretti. Mentre sogna ad occhi aperti la sua insegnante, si consola però nel letto della zia vedova.
Un giorno Tonino e l'insegnante vengono entrambi rapiti e rinchiusi in un trullo, dove finalmente potranno mettere in luce il loro amore. Un giorno però la Moretti viene trasferita a Roma, e nella classe di Tonino arriva una nuova e bellissima insegnante.

## Riprese
Alcune scene sono girate nella vicina Bisceglie. Il finale in stazione è stato girato a Barletta nella stazione delle Ferrovie BariNord.